# Euphyia heterotropa
Euphyia heterotropa là một loài bướm đêm trong họ Geometridae.